# Одягнений для вбивства
«Одягнений для вбивства» (англ. Dressed to Kill) — американський трилер 1980 року режисера Браяна Де Пальми.

## Сюжет
Кейт Міллер приходить на прийом до психолога Роберта Еліота і розповідає про свої інтимні проблеми зі своїм чоловіком. Пізніше в музеї вона зустрічає дивного чоловіка і повертається з ним до своєї квартири. Кейт знаходить документи, які засвідчують, що цей чоловік має венеричне захворювання. У паніці вона вибігає з квартири, але на неї нападає і вбиває висока блондинка у темних окулярах. Повія Ліз випадково стає свідком цього злочину і відразу ж перетворюється на об'єкт переслідування для вбивці і в підозрювану для поліції. Ліз об'єднується з Пітером Міллером, сином Кейт, і починає розшукувати вбивцю.

## У ролях
| Актор               | Роль                |
| ------------------- | ------------------- |
| Майкл Кейн          | доктор Роберт Еліот |
| Ненсі Аллен         | Ліз Блейк           |
| Енджі Дікінсон      | Кейт Міллер         |
| Кіт Гордон          | Пітер Міллер        |
| Денніс Франц        | детектив Маріно     |
| Девід Маргуліс      | доктор Леві         |
| Кен Бейкер          | Воррен Локман       |
| Сюзанна Клем        | Бетті Люс           |
| Брендон Меггарт     | Клівленд Сем        |
| Амалія Кольє        | прибиральниця       |
| Мері Давенпорт      | жінка в ресторані   |
| Аннека Ді Лоренцо   | медсестра           |
| Норман Еванс        | Тед                 |
| Роббі Л. МакДермотт | людина в душі       |
| Білл Рендольф       | Чейз, таксист       |
| Шон О'Рінн          | таксист             |
| Фред Вебер          | Майк Міллер         |
| Семм-Арт Вільямс    | поліцейський        |

## Цікаві факти
- В кінці 1970-х Брайан Де Пальма написав сценарій, оснований на статті «Cruising» Джеральда Вокера, але отримати права на екранізацію матеріалу йому не вдалося. Історію звірячих вбивств серед гомосексуалів у злочинному Нью-Йорку згодом адаптували для екрана і режисером став Вільям Фрідкін (Розшукуючий), в той час, як Де Пальма включив лише деякі елементи з його версією сценарію в «Одягнений для вбивства». Обидва фільми вийшли на екран у 1980 році й викликали суперечливу реакцію громадськості.
- В сцені, де героїня Енджі Дікінсон миється в душі, знімалася її дублерка. Коли фільм тільки вийшов, продюсери вмовили 48-річну Дікінсон підтримувати чутки, що це було її тіло. Однак, невдовзі з'ясувалося, що це була Вікторії Джонсон.
- Бесіда Ліз і Пітера, ближче до фіналу, про операцію по зміні статі, була знята в ресторані «Windows on the World», що у Всесвітньому торговому центрі в Нью-Йорку.
- Браян Де Пальма спеціально написав роль Ліз Блейк для його тодішньої дружини Ненсі Аллен.
- Екстер'єри музею були зняті в Нью-Йорку, тоді як інтер'єри — в Філадельфійському музеї мистецтв (емблему музею «griffin» можна навіть помітити в ряді кадрів).
- Шону Коннері запропонували роль Роберта Еліота, і він спочатку охоче погодився, але змушений був відмовитися через зайнятість в інших проєктах.
- Браян Де Пальма спочатку хотів, щоб Лів Ульман зіграла Кейт Міллер, але вона відхилила пропозицію.
- Лікарський кабінет Майкла Кейна розташований у будинку 162 по 70-й Іст-Стріт у Верхньому Іст-Сайді Мангеттена.